# Министерство сельского, рыбного хозяйств и рыболовства ЮАР
Министерство сельского, лесного хозяйств и рыболовства ЮАР отвечает за контроль и поддержку аграрного сектора в Южной Африке, а также обеспечение доступа к достаточному количеству безопасных и питательных продуктов всему населению страны.
Министерство входит в компетенцию министра сельского, лесного и рыбного хозяйства.
26 июня 2019 года министерство упразднено. Создано Министерство сельского хозяйства, земельной реформы и развития сельских районов ЮАР, которое возглавляет Токо Дидиза. В новое министерство вошло Министерство сельского развития и земельной реформы ЮАР.
Из госбюджета 2010 года министерство получило 3658 млн. рандов и работало в нем 5924 сотрудников.